# Liste der Monuments historiques in Cerisières
Die Liste der Monuments historiques in Cerisières führt die Monuments historiques in der französischen Gemeinde Cerisières auf.

## Liste der Immobilien
| Bezeichnung       | Beschreibung                | Standort                     | Kennzeichnung | Schutzstatus | Datum | Bild |
| ----------------- | --------------------------- | ---------------------------- | ------------- | ------------ | ----- | ---- |
| Ferme de Froideau | Taubenturm, 17. Jahrhundert | südwestlich des Ortes (Lage) | PA00078986    | Inscrit      | 1981  |      |